# 多梅尼科·丰塔纳
多梅尼科·丰塔纳（義大利語：Domenico Fontana，1543年—1607年6月28日）是一名文藝復興後期的義大利建築師，出生於今日的提契諾。他主要在義大利羅馬和那不勒斯活動。

## 生平
丰塔纳出生於盧加諾湖附近的一個村莊梅利德，當時是舊瑞士邦聯的一些瑞士州的共管領土，現在是瑞士提契諾州的一部分。他在那不勒斯去世。1563年，在米開朗基羅去世前，他到了羅馬與他的兄長會合。他贏得紅衣主教蒙塔托，也就是後來的教皇西斯篤五世的信任，後者於1584年委託他在聖母大殿建造馬槽教堂，這是一座位於希臘十字架之上的強大圓頂建築，有著令人驚嘆的平衡結構。儘管有大量的細節和豐富的裝飾，但這絲毫不影響主要的建築風格。它的頂部是一個早期蒙特普爾恰諾的聖馬里奧的圓頂。他為同一個贊助人建造聖母大殿附近的蒙塔托宮，其巧妙的體量分布、綑綁式浮雕和花束裝飾風格令人印象深刻，因為藝術家巧妙地將該計畫與他所掌握的場地互相適應。
紅衣主教西斯篤五世登基後，他任命丰塔纳為聖伯多祿大殿的建築師，除了其他榮譽之外，還授予他金刺騎士的稱號。他在聖伯多祿大殿的圓頂上加裝燈籠，並建議在一個明確的中殿中延長內部空間。
更重要的是他在約1586年對拉特朗聖若望大殿的改建，他在北面的中庭引入一個氣勢恢宏的雙拱門，跨度大，視野遼闊，可能還增加了兩層的門廊——聖塔。這種對拱廊的偏愛作為建築風格的基本方針，在多梅尼科和他的兄弟喬瓦尼設計的噴泉中得到體現，例如帕歐拉噴泉，或者按照同樣思路規劃的特米尼噴泉（Fontana di Termini）。
在世俗建築中，他強烈的，在賈科莫·巴羅齊·達·維尼奧拉的暗示下，在拉特朗宮（1586年開始）中得到最好的體現，其中對合理的結構原則的有利應用和協調能力是不可否認的，但也有完全缺乏想像力和貧瘠單調的風格。他的特點是對一個建築問題的單一解決方案感到滿意，這表現在他將拉特朗宮的主題重新應用於梵蒂岡的後期建築，包括現在的教皇官邸，以及對奎里納萊宮的擴建。
丰塔纳還設計了分隔梵蒂岡宗座法院的橫臂。

## 埃及方尖碑

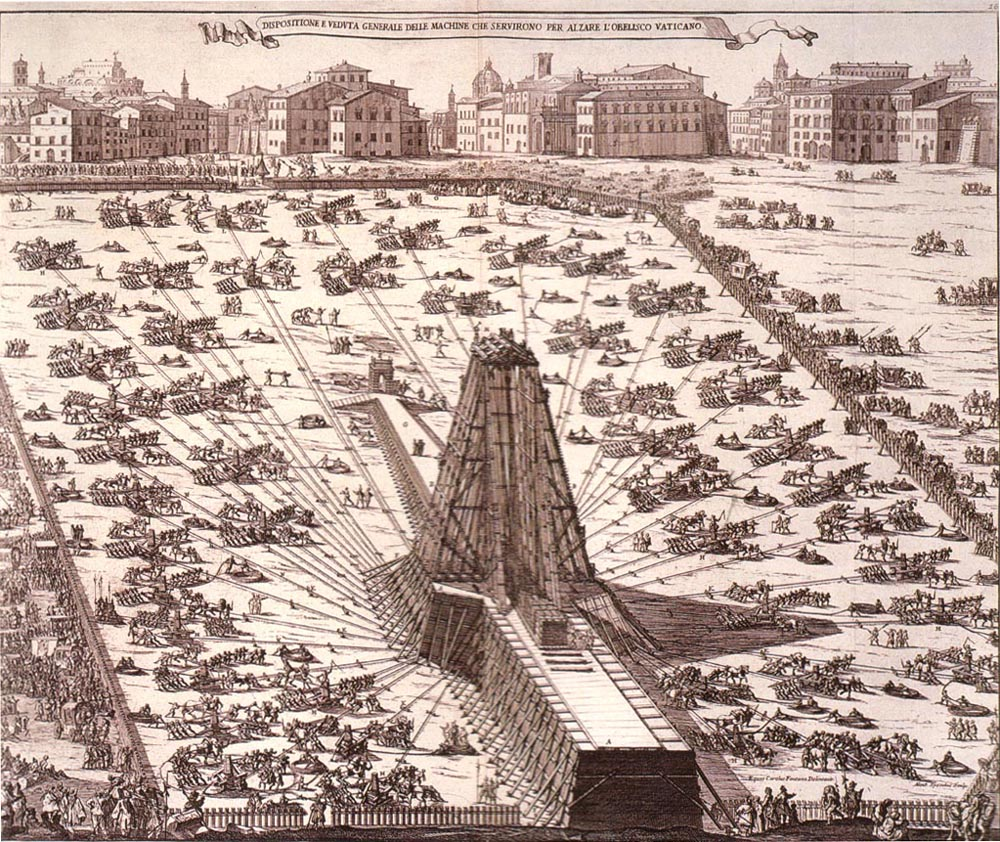
1586年在聖伯多祿廣場上重新豎起的方尖碑。

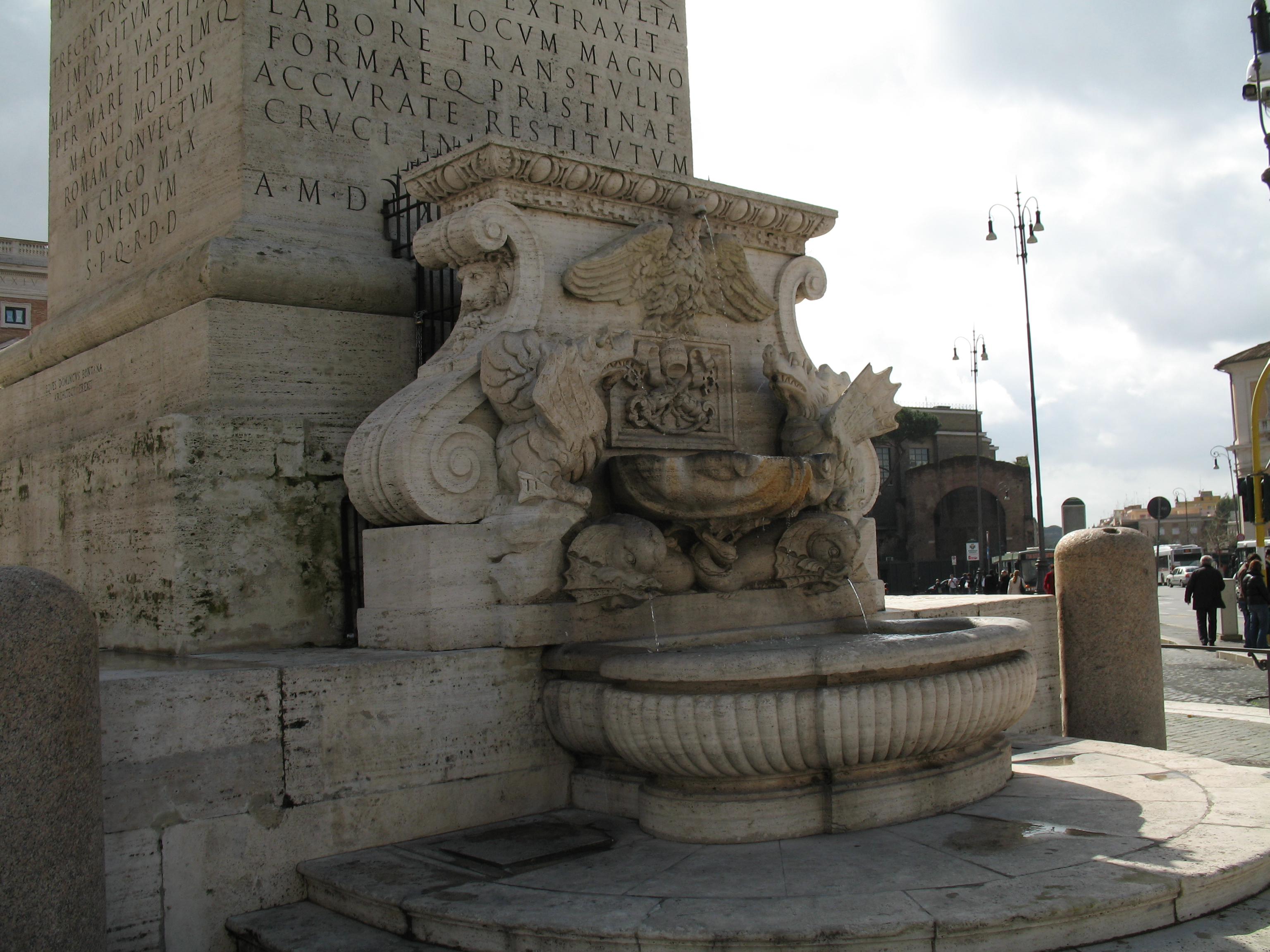
拉特蘭方尖碑基座上的噴泉，由丰塔纳設計。

1586年，丰塔纳在聖伯多祿廣場豎起了327噸的方尖碑。這一工程壯舉需要900人、75匹馬和無數的滑輪與繩索的共同努力。
他在《Della transportatione dell'obelisco Vaticano e delle fabriche di Sisto V》（羅馬，1590年）中對其進行了詳細介紹。眾所周知，天文學家伊尼亞齊奧·丹蒂曾在這項工作中協助丰塔纳。
丰塔纳還利用他的靜力學知識，在人民廣場、聖母廣場和拉特朗聖若望廣場上豎立另外三座古代方尖碑，這在當時引起普遍的震驚。

## 其他作品

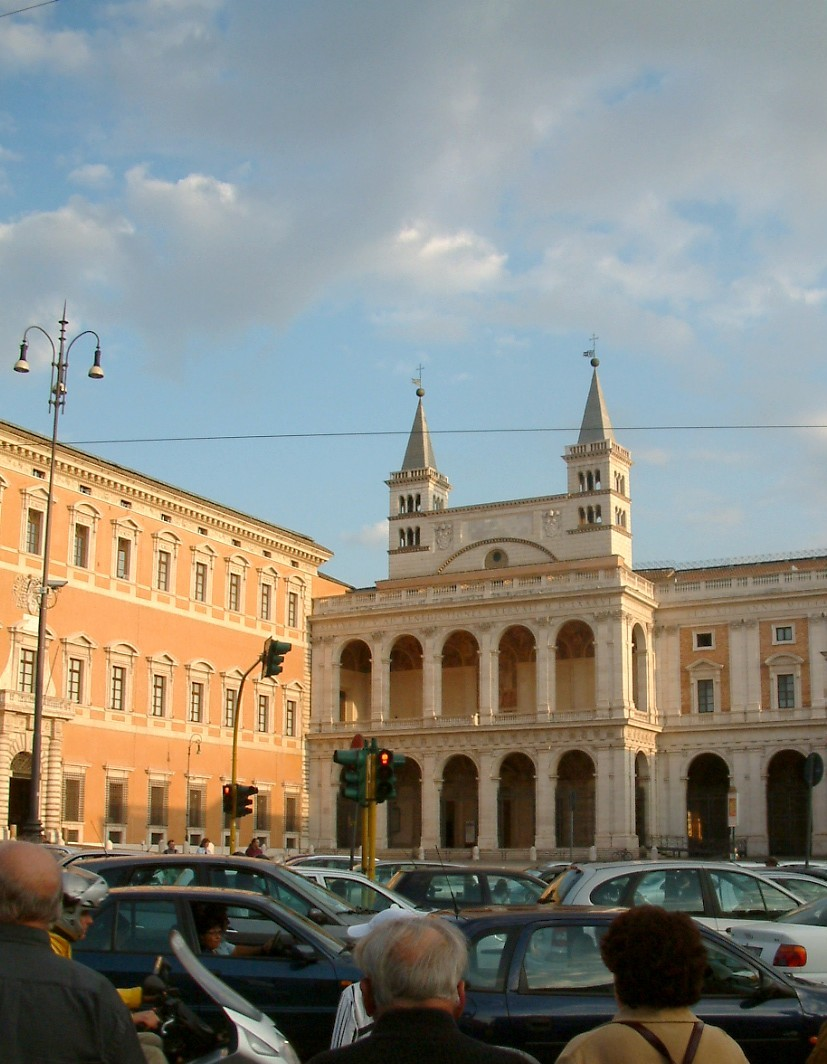
聖若望：北側門面
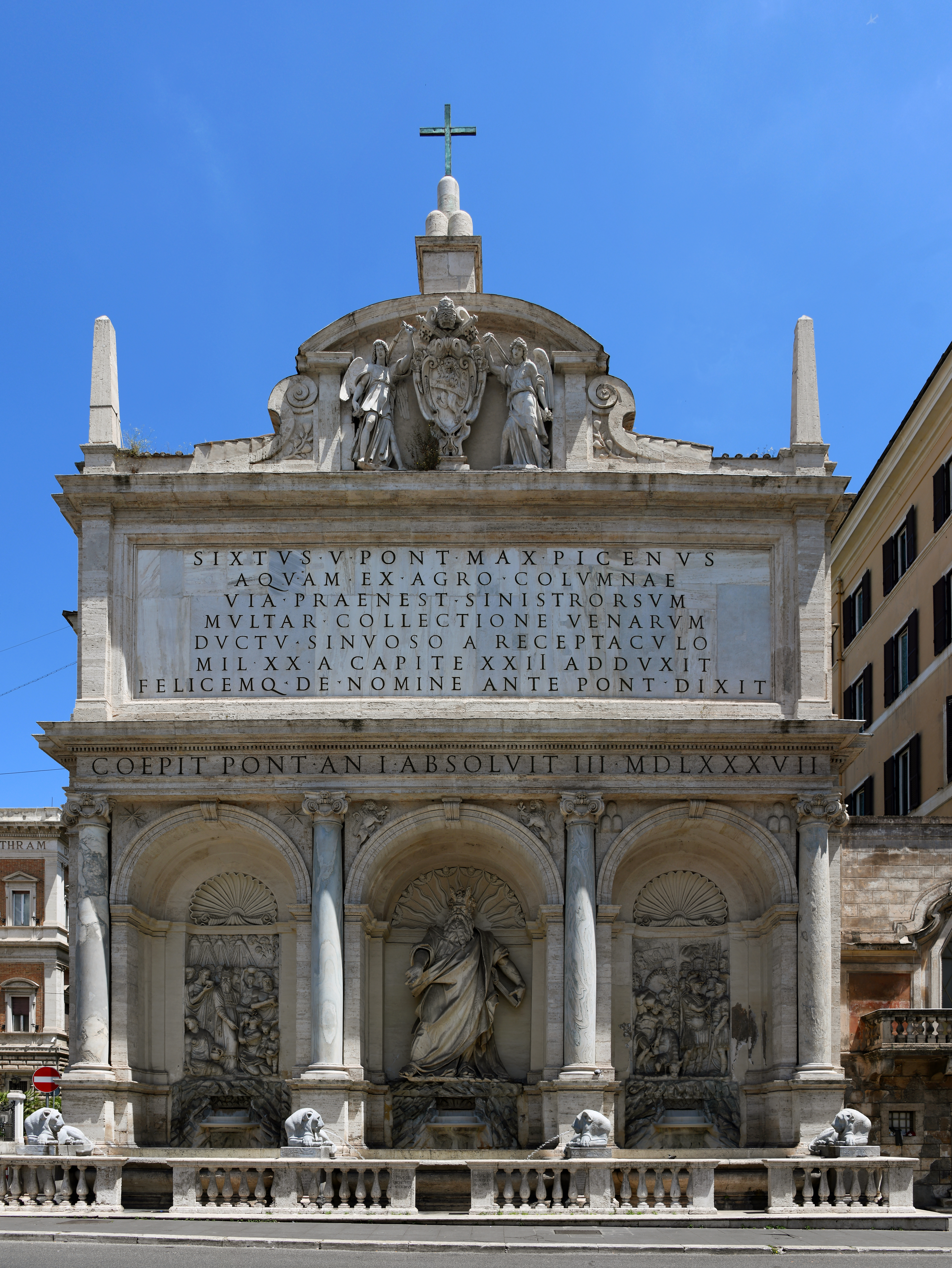
羅馬的摩西噴泉
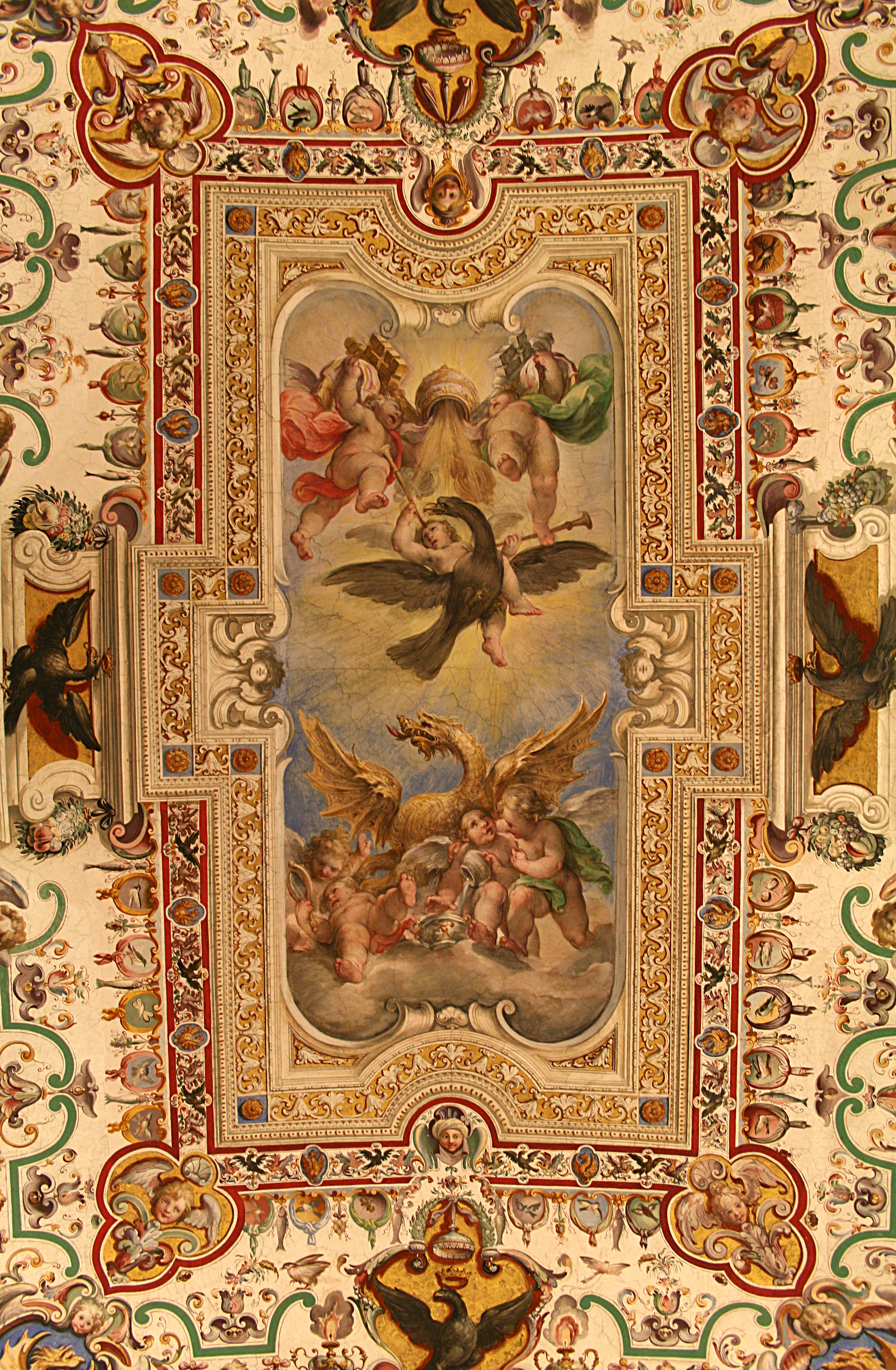
《Sale Sistine》的天花板設計－梵蒂岡宗座圖書館

丰塔纳的贊助人去世後，他繼續為其繼任者教皇克萊孟八世服務一段時間。然而不久之後，對他的風格感到不滿、嫉妒，以及對他挪用公款的指控使他被解職，他被趕到那不勒斯。在那裡，他接受總督米蘭達伯爵的任命擔任建築師。除了設計運河外，他還建造了那不勒斯王宮。
他於1607年去世，被埋葬在倫巴第的聖亞納堂。
多梅尼科的兄長喬瓦尼·豐塔納也是一名建築師，他的兒子朱利奧·切薩雷（Giulio Cesare）繼承他在那不勒斯的皇家建築師職務。

## 著作
- 《Della transportatione dell'obelisco Vaticano e delle fabriche di Sisto V》（羅馬，1590年）
  - 紐約公共圖書館的線上版本 （页面存档备份，存于）。
  - Rare Book Room的線上版本 （页面存档备份，存于）。